# 安芬大魣蜥魚
安芬大魣蜥魚（学名：Macroparalepis affinis）為輻鰭魚綱仙女魚目帆蜥魚亞目魣蜥魚科的一種，分布於大西洋及南太平洋海域，為深海魚類，深度0-2000公尺，本魚體灰白色，背部具黑色條紋，體長可達20公分，棲息在表層至底層水域，屬肉食性，生活習性不明。